# بيت خضير (همدان)

تعديل مصدري - تعديل

بيت خضير هي إحدى قرى عزلة ربع همدان بمديرية همدان التابعة لمحافظة صنعاء، يبلغ تعداد سكانها 242 نسمة حسب تعداد اليمن لعام 2004.